# Féron (ruisseau)
Pour les articles homonymes, voir Féron (homonymie).
Le Feron parfois orthographié Féron est un cours d'eau de Belgique, affluent de la Meuse et faisant donc partie du bassin versant de la Meuse. Il coule en province de Namur et se jette dans la Meuse à Hastière. 

## Parcours
Ce ruisseau prend sa source dans le bois de Rosée dans la commune de Florennes à une altitude de 290 m. Le cours d'eau se dirige vers l'est dans un environnement forestier. Il arrose Maurenne, passe en contrebas des grottes du Pont d'Arcole puis rejoint la rive gauche de la Meuse dans le village d'Hastière-Lavaux à une altitude de 100 m.